# 애덤 아커포
애덤 아커포(영어: Adam Arkapaw)는 오스트레일리아의 영화 촬영 기사이다. 저스틴 커젤 감독의 영화 《스노우타운》(2011), 《맥베스》(2015), 《어쌔신 크리드》(2016), 데이비드 미쇼 감독의 《애니멀 킹덤》(2010), 데릭 시언프랜스 감독의 《파도가 지나간 자리》(2016) 등의 영화의 촬영을 담당하였다. 드라마 《호수의 정상》, 《트루 디텍티브》에서도 촬영 감독을 맡아 에미상을 수상했다.

## 연출 작품 목록

### 영화
| 연도 | 제목               | 원제                     | 감독            | 비고 |
| ---- | ------------------ | ------------------------ | --------------- | ---- |
| 2010 | 애니멀 킹덤        | Animal Kingdom           | 데이비드 미쇼   |      |
| 2011 | 스노우타운         | Snowtown                 | 저스틴 커젤     |      |
| 2012 | 로어               | Lore                     | 케이트 쇼틀랜드 |      |
| 2015 | 맥팔랜드 USA       | McFarland, USA           | 니키 카로       |      |
| 2015 | 맥베스             | Macbeth                  | 저스틴 커젤     |      |
| 2016 | 파도가 지나간 자리 | The Light Between Oceans | 데릭 시언프랜스 |      |
| 2016 | 어쌔신 크리드      | Assassin's Creed         | 저스틴 커젤     |      |
| 2018 | 내 삶의 빛         | Light of My Life         | 케이시 애플렉   |      |